# 심현영
심현영(沈鉉榮, 1939년 11월 23일 ~ 2015년 3월 2일, 김포)은 대한민국의 기업인이다. 본관은 풍산이다.

## 학력
- 1957년 서울 선린상업고등학교 졸업
- 1963년 중앙대학교 경제학과 학사

## 이력
- 1963년 현대건설 공채 1기로 입사하여 정주영 현대그룹 명예 회장, 이명박 대통령 등과 함께 근무하게 되었다.
- 1975년 1월 ~ 1981년 2월 현대중공업 이사 · 상무이사 · 전무이사 · 부사장
- 1981년 3월 ~ 1984년 4월 한라건설 부사장
- 1984년 5월 ~ 1986년 12월 현대제철 부사장
- 1986년 12월 ~ 1987년 1월 현대산업개발 부사장
- 1987년 1월 ~ 1996년 6월 현대산업개발 사장
- 1993년 3월 ~ 1995년 현대그룹 종합기획실장을 겸임하면서 정주영 회장의 대선 출마로 껄끄러워진 정치 바람을 막는 역할을 하였다.
- 1993년 6월 ~ 1993년 7월 극동정유 사장 겸임
- 1993년 7월 극동정유가 현대정유로 상호가 변경됨
- 1993년 7월 ~ 1996년 6월 현대정유 사장 겸임
- 1994년 11월 ~ 1996년 한국공정경쟁협회 이사 겸임
- 1996년 6월 ~ 1996년 9월 현대건설 사장
- 1996년 9월 정몽구, 정몽헌, 정몽준 등 2세들이 현대그룹의 경영일선에 진출하자 현대그룹을 떠나 청구그룹으로 자리를 옮겼다.
- 1997년 1월 ~ 1999년 12월 청구그룹 부회장으로 있다가 다시 현대그룹으로 복귀하였다.
- 1999년 12월 ~ 2001년 5월 17일 현대엔지니어링플라스틱 사장[3]
- 2001년 5월 18일 다시 현대건설 사장이 되어, 당시 부채로 허덕이던 현대건설을 구조조정하여 회복시켜 당시 최고의 건설사로 만든 1등 공신이 되었다. 그러나, 김대중 정권 말기에 불거진 현대상선의 대북 송금설 등으로 인해 당시 맡아놨던 12억불짜리 이란 가스 정제 수주 공사에 은행단이 신용장을 개설해 주지 않자 2003년 3월 11일 현대건설 사장직을 퇴임할 수 밖에 없었다.
- 2002년 3월 ~ 2003년 3월 11일 현대엔지니어링 회장 겸임[4]
- 2002년 4월 26일 현대건설 사장 재임 시절, 국민주거환경 개선 공로로 금탑산업훈장(산업훈장 1등급, 최고등급)을 수상하였다.
- 2002년 5월 대한건설협회 부회장 겸임
- 2003년 3월 11일 현대건설 사장 퇴임
- 2005년 동양강철그룹의 계열사인 현대알루미늄 명예 회장으로 영입되었다.

## 상훈
- 2002년 4월 26일 금탑산업훈장(산업훈장 1등급, 최고등급) 수훈

## 같이 보기
- 정주영
- 이명박
- 심옥진

## 참조
한국경제 - <경영인 탐구> 심현영 현대건설 사장
1. ↑  한국경제
2. ↑  동아일보
3. ↑  한국경제 - '플라스틱 박사' 현대엔지니어링플라스틱 심현영 대표이사
4. ↑  문화일보 - 현대건설·엔지니어링 임원인사 등